# Crandall (Indiana)
Crandall es un pueblo ubicado en el condado de Harrison en el estado estadounidense de Indiana. En el Censo de 2010 tenía una población de 152 habitantes y una densidad poblacional de 575,37 personas por km².

## Geografía
Crandall se encuentra ubicado en las coordenadas 38°17′17″N 86°3′57″O / 38.28806, -86.06583. Según la Oficina del Censo de los Estados Unidos, Crandall tiene una superficie total de 0.26 km², de la cual 0.26 km² corresponden a tierra firme y (0%) 0 km² es agua.

## Demografía
Según el censo de 2010, había 152 personas residiendo en Crandall. La densidad de población era de 575,37 hab./km². De los 152 habitantes, Crandall estaba compuesto por el 98.03% blancos, el 0% eran afroamericanos, el 1.32% eran amerindios, el 0.66% eran asiáticos, el 0% eran isleños del Pacífico, el 0% eran de otras razas y el 0% pertenecían a dos o más razas. Del total de la población el 2.63% eran hispanos o latinos de cualquier raza.